# Ernst Döplitz
Ernst Döplitz (ur. 1895, zm. ?) – zbrodniarz nazistowski, członek załogi niemieckiego obozu koncentracyjnego Flossenbürg i SS-Oberscharführer. 
Z zawodu urzędnik. Członek NSDAP (od 1937) i SS. Pełnił służbę w obozie Flossenbürg od sierpnia 1944 do 19 kwietnia 1945. Kierował jedną z kolumn ewakuacyjnych więźniów, która opuściła obóz 19 kwietnia 1945 i skierowana została do KL Dachau. 
Zasiadł na ławie oskarżonych w procesie US vs. Ferdinand Wilhelm i inni przed amerykańskim Trybunałem Wojskowym w Dachau. Ernst Döplitz skazany został na 10 lat pozbawienia wolności, został bowiem uznany za współodpowiedzialnego morderstw dokonywanych podczas marszu śmierci do Dachau. Z siedmiuset pięćdziesięciu więźniów ocalało wówczas niewielu ponad trzystu.  